# Robert Jack Downs
Robert Jack Downs  (1923) es un botánico estadounidense, especializado en flora neotrópica.
En 1965 se inicia el Lab. Ambiental de Vegetales del Sudeste", de la "Universidad Estatal de Carolina del Norte", con el fitotrón, con Downs como Director y profesor de Biología vegetal; hasta su jubilación en 1993, y lo sucede Thomas.

## Algunas publicaciones
- 1966. Light and plants: a series of experiments demonstrating light effects on seed germination, plant growth, and plant development. USDA, Miscellaneous publication 879. 18 pp.

- 1957. Resumo preliminar das mirsinaceaes de Santa Catarina. Con Lyman B. Smith. Edición reimpresa.

### Libros
- l.b. Smith, r.j. Downs. 1988. Tillandsioideae (Bromeliaceae). Flora Neotropica Monographs. Ed. ilustr. reimpresa de New York Botanical Garden, 830 pp. ISBN 0893273341

- ---------------, ----------------. 1986. Pitcairnioideae (Bromeliaceae). Flora Neotropica Monograph 14 (1 ) 658 pp. Ed. ilustr. reimpresa de New York Botanical Garden. ISBN 0893273031

- ---------------, ----------------. 1999. Pitcairnioideae (Bromeliaceae). Ed. New York Botanical Garden Pr Dept. 660 pp. ISBN 0-89327-303-1

- r.j. Downs. 1977. Tillandsioideae [bromeliaceae]. Ed. The New York Botanical Garden. Flora neotropica monograph 14, partes 1 y 2. 1492 pp. ISBN 0-89327-334-1

- ----------------. 1976. Controlled climate & plant research. Technical note / World Meteorological Organization 148, WMO 436. iv + 60 pp. ISBN 9263104368 (res. en castellano, ruso, francés)

- ----------------. 1975. Environment and the Experimental Control of Plant Growth. Ed. Academic Pr. 153 pp. ISBN 0-12-221450-1

- ----------------. 1975. Controlled Environments for Plant Research. Ed. Columbia University Press. 175 pp. ISBN 0-231-03561-6

- l.b. Smith, r.j. Downs. 1974. Bromeliaceae. Ed. Organization for Flora Neo tropica by Hafner, 1.492 pp.

- La abreviatura «Downs» se emplea para indicar a Robert Jack Downs como autoridad en la descripción y clasificación científica de los vegetales.[1]